# Пежо 106
„Пежо 106“ (на френски: Peugeot 106) е френски миниавтомобил (сегмент A), произвеждан между 1991 и 2003 година от автомобилния конструктор „Пежо“. 106-цата е един от първите автомобили произвеждани серийно с електрически двигател.
„Пежо 106“ е представено за пръв път през есента на 1991 година като заместител на спрения през 1988 година „Пежо 104“ – в междинния период най-малкият автомобил на марката е „Пежо 205“. Основният френски конкурент на „106“ по това време е излязлото година преди него „Рено Клио“. Първите използвани двигатели са бензинови 1,0 и 1,1 литра карбураторни и 1,4 литра инжекцион, и 1,5 литров дизел. През 1995 е пуснат 1,6 литра бензинов инжекцион в модификацията „XSI“, която има максимална скорост от 193 km/h. Недостатъците му са евентуални проблеми с електрическата инсталация и некачествените пластмаси.
През 1996 година базата на „Пежо 106“ е използвана за създаването на модела „Ситроен Саксо“. Същата година „106“ е подложен на фейслифт, като заедно с него цялата двигателна гама е оборудвана с инжекционни системи а нивото на оборудването е вдигнато.